# Dżam
Dżam (dari ﺟﺎﻡ, Jām) – miejscowość w zachodnim Afganistanie znajdująca się w dolinie rzeki Harirud, na miejscu dawnej stolicy sułtanatu Ghurydów. 
W pobliżu Dżam znajduje się wysoki na 62 m bogato zdobiony minaret, pochodzący z ok. 1190 roku, wpisany w 2002 roku na listę światowego dziedzictwa UNESCO.